# 阿历克斯小子系列
阿历克斯小子系列是世嘉公司出品电子游戏系列。1986年推出首作《阿历克斯小子奇幻世界大冒险》，之后还有1986年的《失落的星星》、1987年的《Alex Kidd单车大赛》、1989年的《Alex Kidd高科技世界冒险》和《Alex Kidd与魔法城堡》以及1990年的《Alex Kidd忍者世界大冒险》。

《Alex Kidd奇幻世界大冒險》遊戲開始畫面

系列主角为同名角色Alex Kidd，但自刺猬索尼克出现后逐渐被人遗忘。在1986年世嘉公司推出的阿历克斯小子奇幻世界大冒险中这个人物第一次出现，此游戏在当时非常受欢迎。但在以后世嘉公司的许多游戏中Alex Kidd虽都以主角出现，但受欢迎程度却已经远远不如Sonic，1990年之后此系列游戏一直没有续集。